# René Hooghiemster
René Hooghiemster (Oenkerk, 30 juli 1986) is een Nederlands wielrenner die anno 2018 rijdt voor Alecto Cyclingteam.
In 2011 won hij, als amateur, een etappe in de Ronde van Loir-et-Cher, onderdeel van de UCI Europe Tour.

## Overwinningen
2010
Omloop van de Veenkoloniën
Ronde van Zuid-Friesland
Parel van de Veluwe
2011
1e etappe Ronde van Loir-et-Cher
2019
Omloop der Kempen

## Ploegen
- 2007 –  Team Löwik Meubelen
- 2012 –  Team NSP-Ghost
- 2013 –  Team NSP-Ghost
- 2014 –  KOGA Cycling Team
- 2015 –  Baby-Dump Cyclingteam
- 2016 –  Baby-Dump Cyclingteam
- 2017 –  Baby-Dump Cyclingteam
- 2018 –  Alecto Cyclingteam
- 2019 -  Alecto Cyclingteam
- 2020 –  P&S Metalltechnik

Domínguez · Fiedler · Forberger · Forke · Fothen · Fuchs · Heinze · Hooghiemster · Mayer · Menville · Obst · Radochla · Schädlich · Schäfer · Schmeiser · Thömel
Baldauf · Bonnin · Fiedler · Forberger · Forke · Fothen · Fuchs · Hooghiemster · Menville · Schäfer · Schmeiser · Schweizer · Thömel
Boom · Bugter · Castelijns · Dielissen · Eefting · Hooghiemster · Hool · Kers · Richards · van Schip · Sweering · Timmermans · van de Vall · Dijkstra (stagiair)
van Breda · Dielissen · Doets · Hooghiemster · Kers · Ottema · Sweering · J.Timmermans · T.Timmermans · van de Vall · Vermeer
Celi · Doets · van der Duin · de Greef · Hooghiemster · Kers · de Kleijn · Korevaar · Oostra · Ottema · Sweering · Timmermans · van Sintmaartensdijk (stagiair)
Celi · Doets · van der Duin · Hooghiemster · de Jong · van der Kooij · Oostra · Ottema · Schouten · van Sintmaartensdijk